# Kühkopf (Rhein)
Der Kühkopf ist eine vom Hauptfahrwasser des Oberrheins und dem Stockstadt-Erfelder Altrhein gebildete Flussinsel im Hessischen Ried. Er gehört zur Stadt Riedstadt (nördlicher Teil) und zur Gemeinde Stockstadt am Rhein (südlicher Teil).

## Beschreibung
Der heutige Kühkopf war ursprünglich eine Binnenhalbinsel, bei Guntersblum (Rheinland-Pfalz), mit östlich, nördlich und südlich vorgelagerten Rheininseln.
Im Zuge der Rheinbegradigung (1828/1829) erfolgte westlich der Halbinsel ein Begradigungsdurchstich bei der damaligen Rheininsel Geyer, der das Gebiet vollständig vom linksrheinischen Festland trennte, womit die Halbinsel zur Flussinsel wurde. Die ehemals der Halbinsel vorgelagerten Rheininseln haben sich im Laufe der Zeit durch Verlandung mit dem Kühkopf verbunden, und aus dem früheren Hauptlauf des Rheins wurde ein Altrheinbogen, der Stockstadt-Erfelder Altrhein.
Der nahezu unbebaute Kühkopf bildet heute zusammen mit der nördlich gelegenen Knoblochsaue und einigen kleineren Inselchen im Altrhein das Naturreservat „Kühkopf-Knoblochsaue“. Von dem insgesamt 2440 Hektar großen Naturschutzgebiet entfallen auf den Kühkopf rund 1700 Hektar. Die Insel ist über zwei Brücken erreichbar.

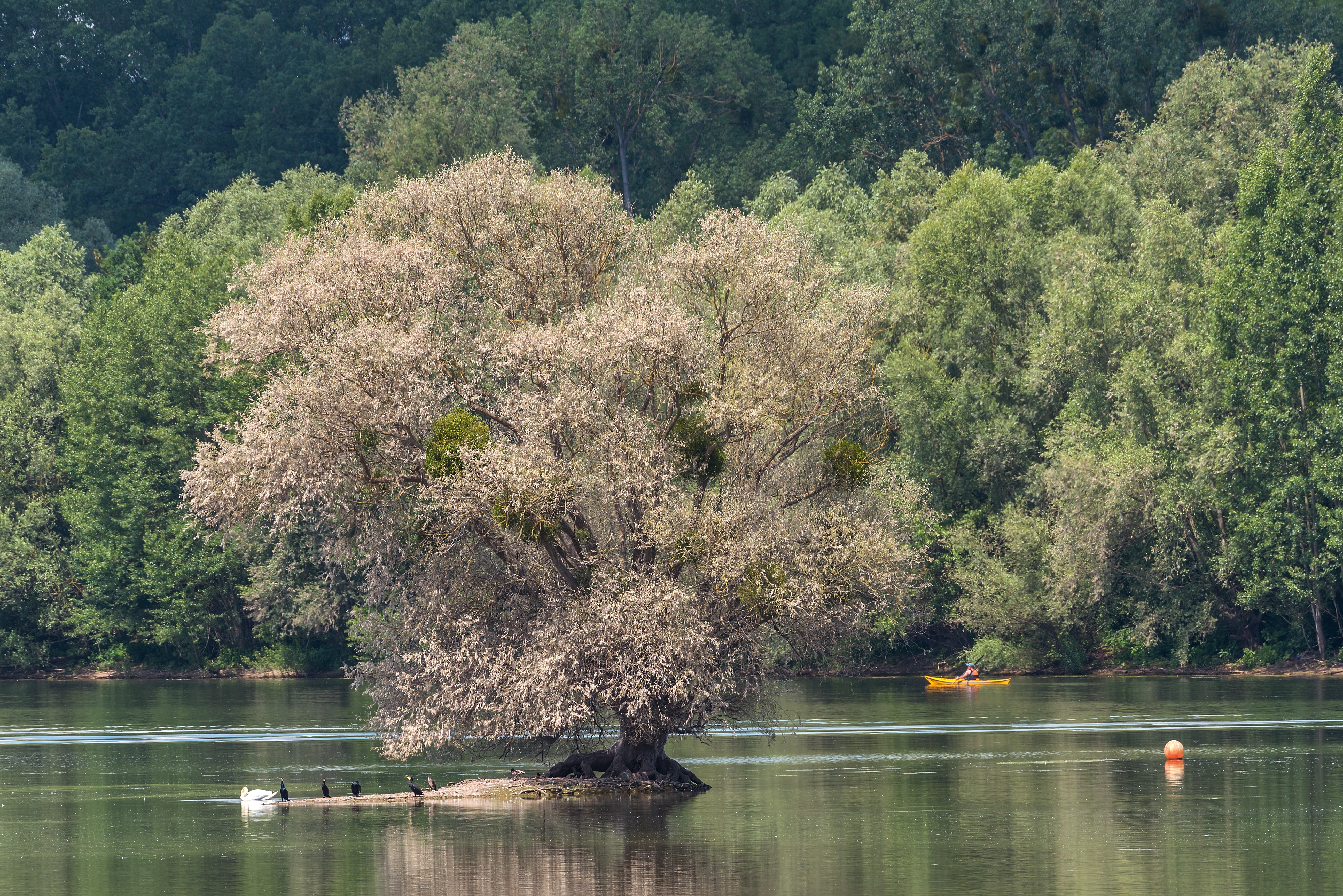
Das Europäische Vogelschutzgebiet und Naturschutzgebiet Kühkopf Knoblochsaue

## Historie
Im Dreißigjährigen Krieg überquerte das Heer des Schwedenkönigs Gustav Adolf hier am 7. September 1631 den Rhein, woran die Schwedensäule erinnert.
Im Österreichischen Erbfolgekrieg sollte von der östlich vorgelagerten Rheininsel eine Brücke ans westliche Ufer geschlagen werden. Bei einer diesbezüglichen Erkundung zur Wassertiefe wurde hier am 25. Juni 1744 der ungarische Reitergeneral Johann Daniel von Menzel von einem französischen Scharfschützen tödlich getroffen.
Nach dem Zweiten Weltkrieg wurde der Kühkopf von Guntersblum sowie Gimbsheim losgelöst und der Amerikanischen Besatzungszone zugeordnet. Dadurch gelangte der Kühkopf später nach Hessen und wurde auf die Gemarkungen von Erfelden und Stockstadt aufgeteilt.

## Bildergalerie

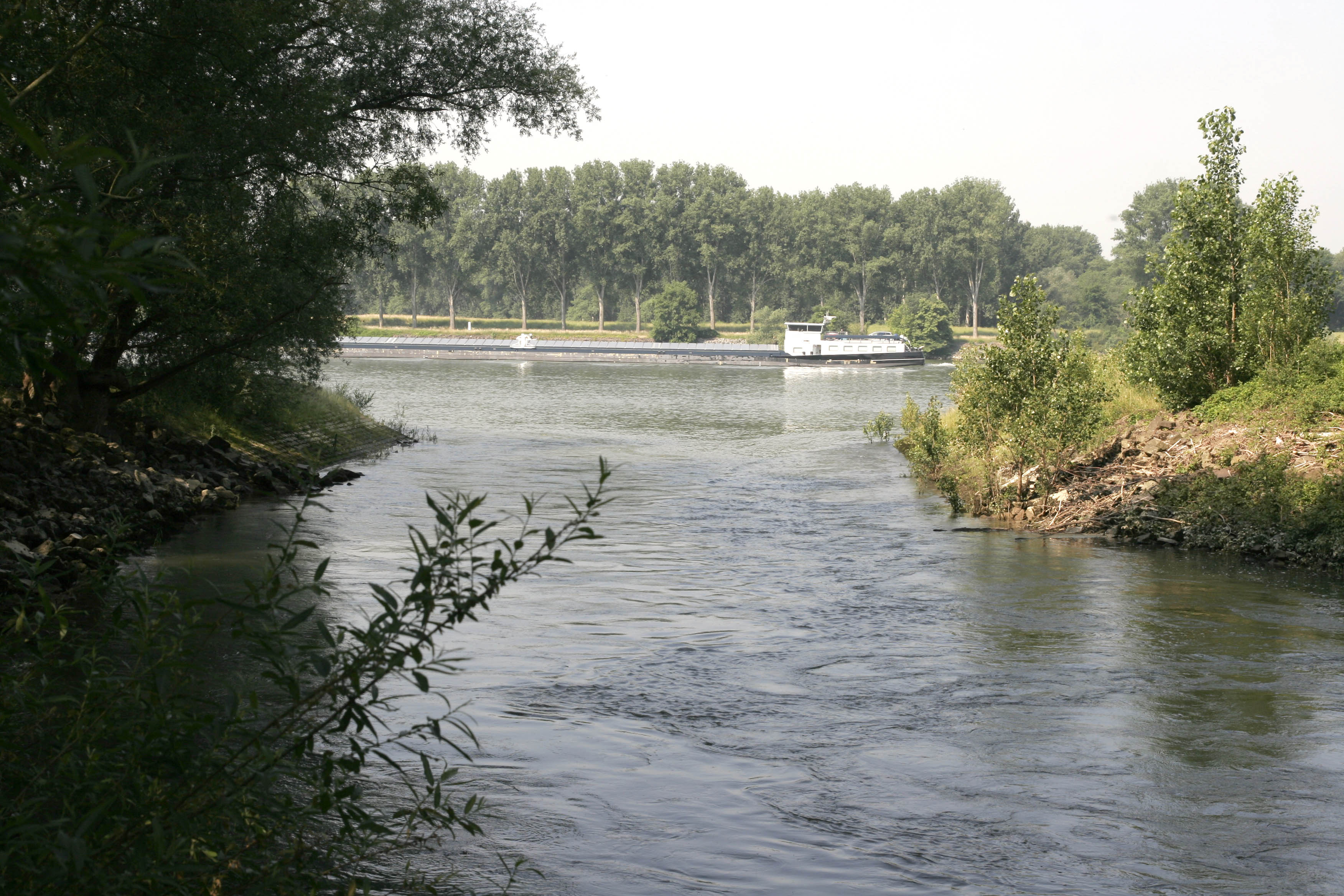
Sicht auf den Rhein, rechts die Insel Kühkopf
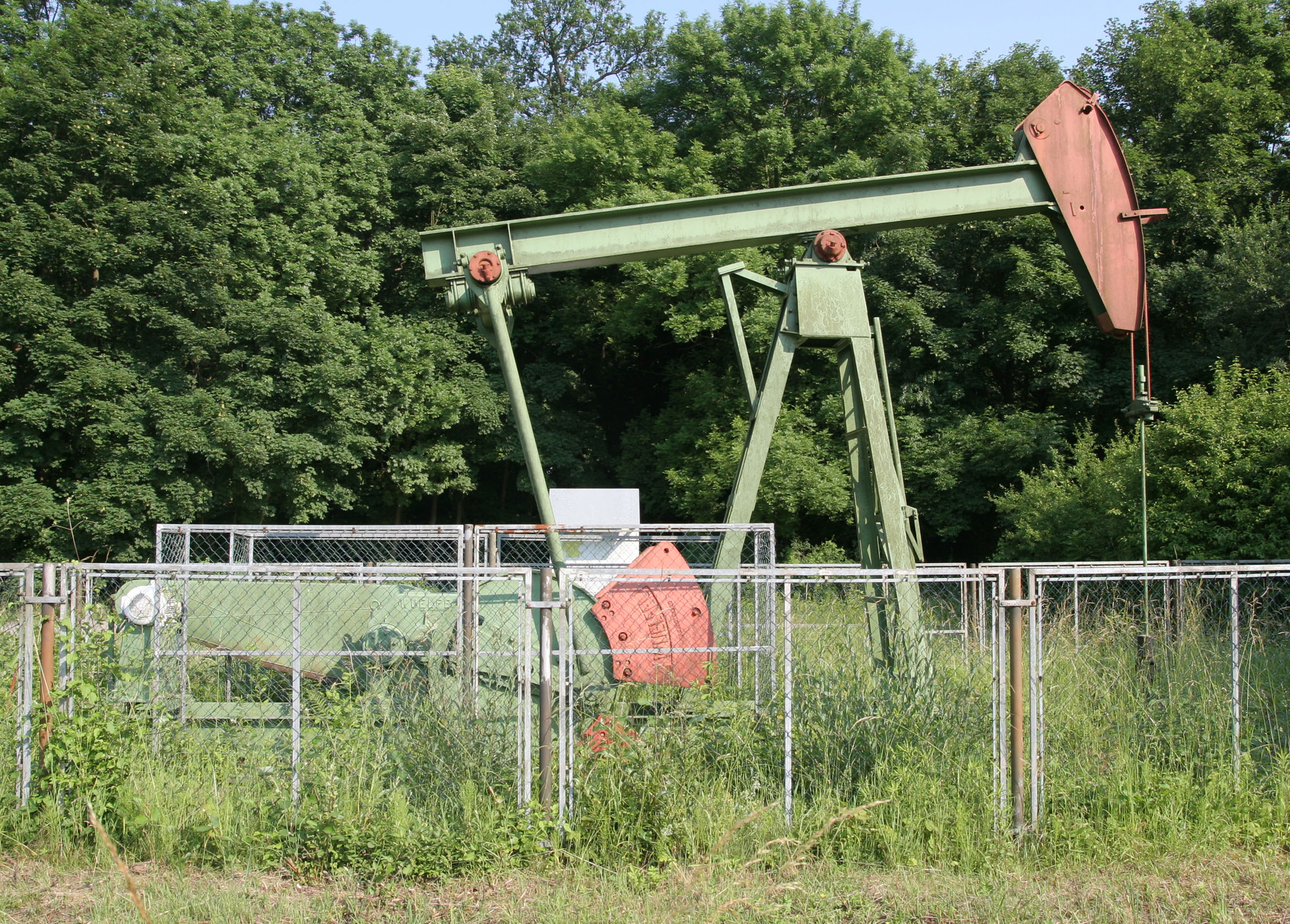
Industriedenkmal Ölförderung auf dem Kühkopf